# BMI그룹
BMI그룹(BMI Group)은 홍콩 금융회사다.